# Ns'あおい (テレビドラマ)
『Ns'あおい』（ナースあおい）は、こしのりょう作の漫画『Ns'あおい』を原作とするフジテレビ系列のテレビドラマ。全11話が放送された。主演の石原さとみは民放の連続ドラマ初主演である。
2006年1月10日から3月21日まで、フジテレビ系列にて毎週火曜日21:00 - 21:54放送（初回は10分拡大、最終回は15分拡大）。
また、連続ドラマがファンや医療関係者からの高い反響や支持を得たことから2006年9月26日21:00 - 23:18に続編としてスペシャルドラマ『Ns'あおい スペシャル 桜川病院最悪の日』がフジテレビ系で放送された。

## キャスト
美空あおい
演 - 石原さとみ
内科病棟の新人看護師。
高樹源太
演 - 柳葉敏郎
循環器内科医。とても腕の良い医者でありプライドも高い。
小峰響子
演 - 杉田かおる
内科病棟主任看護師。とても厳しい性格であり、多くの患者達から恐れられている。夫とは離婚し、1人息子のタクを女手一つで育ててきた。
小峰タク
演 - 小川光樹
小峰響子の1人息子。両親が離婚して母の響子に引き取られ、女手一つで育てられた。
江藤誠
演 - 八嶋智人
研修医。元耳鼻咽喉科医。
北沢タケシ
演 - 小山慶一郎（NEWS）
看護助手。
加納キリ子
演 - 加藤貴子
内科病棟看護師。
片桐勇
演 - 鈴木浩介
診療放射線技師。
バンチョ羽沢
演 - 載寧龍二
居酒屋「番長」の店長。
小野久美
演 - 大村美樹
内科病棟看護師。
西桃子
演 - 高樹マリア
内科病棟看護師。
杉村健太
演 - まいど豊
運転手。
越路貴信
演 - 桜井聖
運転助手。
亀井福太郎
演 - 六角精児
患者。
不破吾郎
演 - 平賀雅臣
患者。
佐伯龍之介 / 猫耳
演 - 矢柴俊博
患者。
緑川雅子
演 - 高橋ひとみ
内科部長。
大倉喜一
演 - 佐戸井けん太
副院長兼外科部長→院長付室長→富田島診療所長・外科医。
浜松平助
演 - 小野武彦
内科部長→副院長・糖尿病専門医。
田所義男
演 - 西村雅彦
内科主任→副院長→山形中央病院院長・消化器内科医。山形県出身。とても腕の良い立派な医者。第3話にて救急搬送されてきた又蔵とは幼馴染みであり、子供の頃はその又蔵の子分だった。又蔵からはタレ坊と呼ばれている。
泉田てる
演 - 片平なぎさ
総師長。

### ゲスト
第1話
- あおいの母 - 大塚良重（第2話、第4話、第10話）
- 梅沢サエ - 草村礼子
- 梅沢修一 - 相島一之
- 山田 - 山上賢治（第4話）
- 野呂 - 村田雄浩（第2話）
- その他 - 榎本由希、阿部亮平、香取里実、椿真由美（第3話、第4話）、石川泰子（第3話、第4話）、安藤みどり（第3話、第4話）、石本興司（第3話、第4話）、小林正史（第3話、第4話）、和知大祐（第3話、第4話）、福月里代（第3話、第4話）、南好洋（第3話、第4話）、浅田実花、友兼理菜

第2話
- 香田 - 小山かつひろ
- その他 - 海島雪（スペシャル版）、今泉あまね（第5話、第6話）、村松保利、竹山メリー、堀法子、伊藤瑞稀、松岡瑠奈、佐々木美知佳、高橋真

第3話
- 又蔵 - モロ師岡
- 白井貴之 - 藤井章満（第5話、第8話、第9話、最終話）
- 高樹美保 - 森本更紗（第8話）
- 日比谷夏樹 - あがたゆうな
- 看護婦 - 飯沼千恵子
- その他 - 樋渡真司、磯部さちよ、前園りさ、葛井亮平、市川考樹、宮城奈美

第4話
- 河野 - 市原清彦
- 河野の娘 - 小林美江
- 佐川医師 - 矢島健一
- その他 - 屋根真樹、真下有紀、川崎美江子（第10話）

第5話
- 大貫サクラ - 佐々木すみ江
- 大貫君子 - 栗田よう子
- その他 - 田口主将、江良潤、菊地弓、馬場佑樹

第6話
- 笠井代議士 - 山田明郷
- 笠井守 - 小倉史也
- 医師 - 木川淳一
- その他 - 奈良崎まどか（スペシャル版）、細野太郎、中脇樹人、椎葉辰朗、早川拓也

第7話
- 高樹美沙子 - 秋本奈緒美（第8話）
- 不動医師 - 田中要次
- その他 - 村上正和、齋賀正和（第9話）

第8話
- 白井瑞江 - 山下容莉枝（第9話）
- 工藤 - 長棟嘉道
- その他 - 鶴田倫美、林卯月

第9話
- その他 - 山崎画大、奈良坂篤、伊藤主税、中野佑治

第10話
- 運転手 - 佐野賢一（最終話）
- その他 - 大林丈史（最終話）、浅沼晋平、坂口進也、築出静夫

最終話
- 久野理事 - 中丸新将
- 患者 - 芝田陽子
- その他 - 菅野達也、下村彰宏

スペシャル版
- 夏目彬 - 石田ゆり子
- 皐月幸 - 山崎樹範
- 花村 - 織本順吉
- 夏目の母 - 木野花
- 佐々木亜美 - 黒川芽以
- 内科病棟新人看護師 - 小松彩夏
- 花村の妻 - 市川千恵子
- 研修医 - 眞島秀和
- 患者 - 金時むすこ
- 看護師 - 坂野友香
- ホームレス - 森喜行、亀山助清、本多晋
- その他 - 春海四方、佐藤壱兵、畠山明子、大江聡、岩戸秀年、野口聖古、横江泰宣、はなこ、猫田直、金子マリ、平井恵助、かんのひとみ、藤崎直、蔀祐太郎、ミル・ヴィサージュ

## スタッフ
- 脚本 - 吉田智子
- 音楽 - 福島祐子、澤野弘之
- 企画 - 金井卓也（フジテレビ）
- プロデューサー - 小椋久雄、永井麗子（共同テレビ）
- 演出 - 土方政人、都築淳一、石川淳一（共同テレビ）
- 制作 - フジテレビ、共同テレビ

## 楽曲
- オープニング曲：オオゼキタク「Destination」（ビクターエンタテインメント）
- 主題歌：コブクロ「桜」（ワーナーミュージック・ジャパン）

## スペシャル版ストーリー
季節は秋。美空あおい（石原さとみ）が勤務する桜川病院の秋の人事異動により、ナースセンターには新人看護師･佐々木亜美（黒川芽以）らが配属され、あおいはプリセプター（新人指導担当）として亜美らを指導する立場になっていた。そこに、アメリカのER（救急救命室）の出身で、高樹源太（柳葉敏郎）と同じ循環器専門のすご腕医師･夏目彬（石田ゆり子）が泉田てる総師長（片平なぎさ）に引き抜かれて赴任してくる。夏目の科学的根拠に基づいたアメリカ流の医療スタンスに、高樹をはじめ桜川の面々の心は揺れる。だが、このような夏目のスタンスには過去のある苦い経験が基になっていた…。そんな中、老人患者･花村（織本順吉）が待合ロビーで突然不整脈を起こして倒れ、一時は回復するもその後痴呆に似た症状を示すようになる。あおいたちは『ハムごはん』以外の意志を伝えない花村の看病に苦慮する一方で、出口ばかりを気にする花村の真意を見抜けない日々が続いた。数日後、すっかり憔悴しきっていたあおいのもとに、腹痛や下痢を訴えた食中毒患者が続々と運び込まれて病院は大混乱に陥る。混乱は救命出身でノウハウを身につけていたあおいや、駆けつけた桜川の面々の、迅速かつ的確な対応により収束に向かう。そんな中、病棟の見回り番だった亜美が、病室で寝ていたはずの花村が病院から忽然と姿を消していたことに気づき…。

## サブタイトル
| 各話                                                                 | 放送日    | サブタイトル                     | 演出     | 視聴率 |
| -------------------------------------------------------------------- | --------- | -------------------------------- | -------- | ------ |
| KARTE 1                                                              | 2006/1/10 | 私は絶対諦めない                 | 土方政人 | 16.4%  |
| KARTE 2                                                              | 2006/1/17 | 君の笑顔が病院を変える           | 土方政人 | 13.8%  |
| KARTE 3                                                              | 2006/1/24 | 隠されていた秘密                 | 都築淳一 | 14.0%  |
| KARTE 4                                                              | 2006/1/31 | 心に残る傷と勇気                 | 土方政人 | 15.5%  |
| KARTE 5                                                              | 2006/2/7  | 研修医の医療ミス                 | 都築淳一 | 14.7%  |
| KARTE 6                                                              | 2006/2/14 | 命を救うヒーロー                 | 土方政人 | 15.4%  |
| KARTE 7                                                              | 2006/2/21 | 強がりナースの夢                 | 石川淳一 | 14.8%  |
| KARTE 8                                                              | 2006/2/28 | 患者か娘か、命の選択             | 都築淳一 | 12.4%  |
| KARTE 9                                                              | 2006/3/7  | リストラ看護助手の勇気           | 土方政人 | 13.4%  |
| KARTE 10                                                             | 2006/3/14 | 桜・前編～2つの死                | 石川淳一 | 12.4%  |
| KARTE 11                                                             | 2006/3/21 | 桜・後編～君がいるからがんばれる | 土方政人 | 13.1%  |
| レギュラー放送平均視聴率14.2%（視聴率は関東地区･ビデオリサーチ調べ） |           |                                  |          |        |
| スペシャル                                                           | 2006/9/26 | 桜川病院最悪の日                 | 土方政人 | 13.5%  |

## 再放送
- 2020年4月2日から4月17日までメディアミックスα枠で再放送された。

## 備考
- 一部放送局で開始している地上デジタル放送（試験放送中の局も含む）でEPGの番組名の表記は「N'sあおい」となっている局がある。
- 最終回の放送日の3月21日、同日に最終回を迎えた『アンフェア』（関西テレビ・フジテレビ系列）の主演をつとめた篠原涼子と「春分の日ホリデースペシャル」での共演を果たした。
- NEWSの小山慶一郎はこの作品が連続ドラマ初レギュラー出演となる。
- 役作りの為、ロングヘアーをとても気に入っていた石原さとみは髪をショートカットにしたが2013年現在はロングヘアーに戻っている。

## 関連商品

### サウンドトラック
Ns'あおい オリジナルサウンドトラック
収録曲
作曲・編曲は1曲目から14曲目までは全て福島祐子、16曲目から24曲目までは全て澤野弘之。
1. 地平
2. 鉄の上を歩く人
3. 鈴蘭の独白
4. 金の靴に金の鈴
5. 新しい朝
6. 春を吹く風
7. オーロラ
8. 有機楽団
9. 宵の明星
10. 赤銅
11. 踊る影の明滅
12. オルゴール『白いピアノ』
13. 青色とヒツジグザ
14. 石畳の町
15. 桜（作曲:小渕健太郎、編曲:福島祐子）
16. determination
17. Habit
18. pride
19. Limit
20. brack overall
21. not at all
22. Habit<flute ver.>
23. pride<guitar & strings quartet ver.>
24. determination<strings & piano ver.>
25. Destination（作曲:オオゼキタク、編曲:澤野弘之）

### DVD
- Ns'あおい DVD-BOX
- Ns'あおい Special